# Tripolium pannonicum
Tripolium pannonicum là một loài thực vật có hoa trong họ Cúc. Loài này được (Jacq.) Dobrocz. miêu tả khoa học đầu tiên năm 1962.